# Marion megye (Kansas)
Marion megye az Amerikai Egyesült Államokban, azon belül Kansas államban található. Megyeszékhelye Marion, legnagyobb városa Hillsboro. Lakosainak száma 11 823 fő (2020. április 1.). Marion megye Dickinson, Butler, Morris, Chase, Saline, Harvey és McPherson megyékkel határos.

## Népesség
A megye népességének változása:
| Lakosok száma | 12 663 | 12 542 | 12 376 | 12 219 | 12 103 | 11 823 |
|               | 2010   | 2011   | 2012   | 2013   | 2015   | 2020   |